# Saint-Georges-sur-Loire
Saint-Georges-sur-Loire är en kommun i departementet Maine-et-Loire i regionen Pays de la Loire i nordvästra Frankrike. Kommunen ligger i kantonen Saint-Georges-sur-Loire som tillhör arrondissementet Angers. År 2022 hade Saint-Georges-sur-Loire 3 787 invånare.

## Befolkningsutveckling
Antalet invånare i kommunen Saint-Georges-sur-Loire
| Referens: INSEE |